# 唇唇欲動 (蔡依林歌曲)
〈唇唇欲動〉（英語：Attraction of Sexy Lips）是臺灣歌手蔡依林的歌曲，收錄於其第八張錄音室專輯《舞孃》。該歌曲由晴天作詞、Terry Lee作曲、阿弟仔製作。該歌曲為彩妝品牌蜜絲佛陀水漾動感唇蜜廣告曲，於2005年12月30日由蜜絲佛陀以宣傳單曲形式發行。

## 背景和發行
2005年7月12日，蔡依林受邀擔任彩妝品牌蜜絲佛陀大中華區代言人。12月12日，媒體報導蔡依林為配合代言水漾動感唇蜜錄製新歌，並指出該歌曲的MV將剪輯代言廣告片段，為其一次破格嘗試。
同年12月30日，蔡依林發行書籍《Jolin的6場單字派對》，收錄蜜絲佛陀水漾動感唇蜜廣告曲〈唇唇欲動〉。該歌曲節奏強烈，符合蔡依林性感形象。MV由賴偉康執導。

## 評價
3C Music中文唱片評論網評價，〈唇唇欲動〉是一首爽勁的鼓打貝斯歌曲，副歌具有洗腦效果，歌詞「完美微笑的唇型，讓你意亂又神迷」簡單易唱。

## 現場表演
2006年4月24日，蔡依林參加「2005年度Music Radio中國Top排行榜頒獎晚會」，並演唱〈唇唇欲動〉。同年9月1日，她出席「MTV封神榜萬人演唱會」，並演唱該歌曲。

## 曲目
宣傳CD
1. 〈唇唇欲動〉——3:11
2. 〈唇唇欲動〉MV——3:13
3. 《Max Factor電視廣告》
4. 《Max Factor幕後花絮》

## 幕後人員
- 阿弟仔—和聲、和聲編寫
- 蔡依林—和聲
- 陳文駿—錄音師
- 王俊傑—混音師

## 發行歷史
| 地區 | 日期           | 格式   | 發行商   |
| ---- | -------------- | ------ | -------- |
| 臺灣 | 2005年12月30日 | 宣傳CD | 蜜絲佛陀 |